# Jordan Belchos
Jordan Belchos (* 22. Juni 1989 in Toronto) ist ein kanadischer Eisschnellläufer.

## Werdegang
Belchos debütierte im Eisschnelllauf-Weltcup zu Beginn der Saison 2008/09 in Berlin und belegte dort im B-Weltcup den 11. Platz über 5000 m. Bei den Nordamerika-Meisterschaften 2010 gewann er die Silbermedaille und im folgenden Jahr die Goldmedaille jeweils über 5000 m. Seinen ersten Einzelauftritt im A-Weltcup hatte er im November 2011 in Astana und belegte dabei den 14. Platz im Massenstart. Bei den Einzelstreckenweltmeisterschaften 2012 in Heerenveen kam er jeweils auf den 13. Platz über 5000 und über 10.000 m. In der Saison 2012/13 kam er im Massenstart viermal unter die ersten Zehn und erreichte damit den dritten Platz im Massenstart-Weltcup. Bei den Einzelstreckenweltmeisterschaften 2013 in Sotschi errang er den 17. Platz über 5000 m, den 11. Platz über 10.000 m und den siebten Platz in der Teamverfolgung. Im folgenden Jahr erzielte er bei der Mehrkampfweltmeisterschaft in Heerenveen den 22. Platz. Bei den Einzelstreckenweltmeisterschaften 2015 in Heerenveen gewann er die Silbermedaille in der Teamverfolgung und belegte den 11. Platz über 10.000 m. Zu Beginn der Saison 2015/16 holte er im Teamsprint in Calgary seinen ersten Weltcupsieg. Im weiteren Saisonverlauf kam er im A-Weltcup fünfmal unter die ersten Zehn und erreichte damit zum Saisonende den 12. Platz im Gesamtweltcup über 5000/10.000 m und den siebten Rang im Massenstartweltcup. Bei den Einzelstreckenweltmeisterschaften 2016 in Kolomna holte er die Bronzemedaille in der Teamverfolgung. Zudem errang er den 11. Platz über 5000 m, den zehnten Platz im Massenstart und den fünften Platz über 10.000 m. In der Saison 2016/17 belegte er im Massenstart in Harbin den dritten Platz und in der Teamverfolgung in Astana den zweiten Rang. Seine besten Platzierungen bei den Einzelstreckenweltmeisterschaften 2017 in Gangwon waren der sechste Platz über 10.000 m und der vierte Rang in der Teamverfolgung. Im folgenden Jahr wurde er bei den Olympischen Winterspielen in Pyeongchang Siebter in der Teamverfolgung und Fünfter über 10.000 m.
In der Saison 2018/19 erreichte Belchos mit drei Top-Zehn-Platzierungen über 5000 m, den neunten Platz im Gesamtweltcup über 5000/10.000 m. Bei den Einzelstreckenweltmeisterschaften 2019 in Inzell belegte er den neunten Platz über 5000 m und den fünften Rang in der Teamverfolgung. Anfang März 2019 lief er bei der Mehrkampfweltmeisterschaft in Calgary auf den 17. Platz. In der Saison 2019/20 holte er im Massenstart in Nagano seinen ersten Einzelsieg im Weltcup und erreichte den sechsten Platz im Massenstartweltcup. Bei den Einzelstreckenweltmeisterschaften 2020 in Salt Lake City holte er Silber im Massenstart und belegte bei der Mehrkampfweltmeisterschaft im Hamar den achten Platz. Auch in der folgenden Saison wurde er Sechster im Massenstartweltcup. Beim Saisonhöhepunkt, den Einzelstreckenweltmeisterschaften 2021 in Heerenveen, gewann er Silber in der Teamverfolgung.
Belchos siegte bei kanadischen Meisterschaften dreimal über 5000 m (2012, 2016, 2017) und sechsmal über 10.000 m (2011, 2012, 2013, 2016, 2017, 2019).

## Persönliche Bestzeiten
- 500 m 37,46 s (aufgestellt am 6. Januar 2013 in Calgary)
- 1000 m 1:12,22 min (aufgestellt am 29. Dezember 2012 in Calgary)
- 1500 m 1:46,49 min (aufgestellt am 3. März 2019 in Calgary)
- 3000 m 3:41,92 min (aufgestellt am 13. Oktober 2018 in Calgary)
- 5000 m 6:12,07 min (aufgestellt am 13. Februar 2020 in Salt Lake City)
- 10.000 m 12:50,31 min (aufgestellt am 16. März 2019 in Calgary)

## Teilnahmen an Weltmeisterschaften und Olympischen Winterspielen

### Olympische Spiele
- 2018 Pyeongchang: 5. Platz 10.000 m, 7. Platz Teamverfolgung
- 2022 Peking: 5. Platz Teamverfolgung, 13. Platz Massenstart

### Einzelstrecken-Weltmeisterschaften
- 2012 Heerenveen: 13. Platz 10.000 m, 13. Platz 5000 m
- 2013 Sotschi: 7. Platz Teamverfolgung, 11. Platz 10.000 m, 17. Platz 5000 m
- 2015 Heerenveen: 2. Platz Teamverfolgung, 11. Platz 10.000 m
- 2016 Kolomna: 3. Platz Teamverfolgung, 5. Platz 10.000 m, 10. Platz Massenstart, 11. Platz 5000 m
- 2017 Gangwon: 4. Platz Teamverfolgung, 6. Platz 10.000 m, 8. Platz 5000 m, 19. Platz Massenstart
- 2019 Inzell: 5. Platz Teamverfolgung, 9. Platz 5000 m
- 2020 Salt Lake City: 2. Platz Massenstart, 4. Platz Teamverfolgung, 5. Platz 5000 m
- 2021 Heerenveen: 2. Platz Teamverfolgung, 4. Platz Massenstart, 8. Platz 10.000 m, 10. Platz 5000 m

### Mehrkampf-Weltmeisterschaften
- 2014 Heerenveen: 22. Platz Großer Vierkampf
- 2019 Calgary: 17. Platz Großer Vierkampf
- 2020 Hamar: 8. Platz Großer Vierkampf

## Weltcupsiege

### Weltcupsiege im Einzel
| Nr. | Datum             | Ort    | Disziplin   |
| --- | ----------------- | ------ | ----------- |
| 1.  | 13. Dezember 2019 | Nagano | Massenstart |

### Weltcupsiege im Team
| Nr. | Datum             | Ort       | Disziplin      |
| --- | ----------------- | --------- | -------------- |
| 1.  | 14. November 2015 | Calgary 1 | Teamverfolgung |